# Pterolophia mozambica
Pterolophia mozambica là một loài bọ cánh cứng trong họ Cerambycidae.